# Aperam
Aperam ist ein  Hersteller von rostfreiem Stahl und Elektroblech mit Sitz in Luxemburg und beschäftigt in über 40 Ländern 9.600 Mitarbeiter. Mit einem Umsatz von rund 4,3 Mrd. US-Dollar ist er einer der weltgrößten Produzenten von Edelstahl.

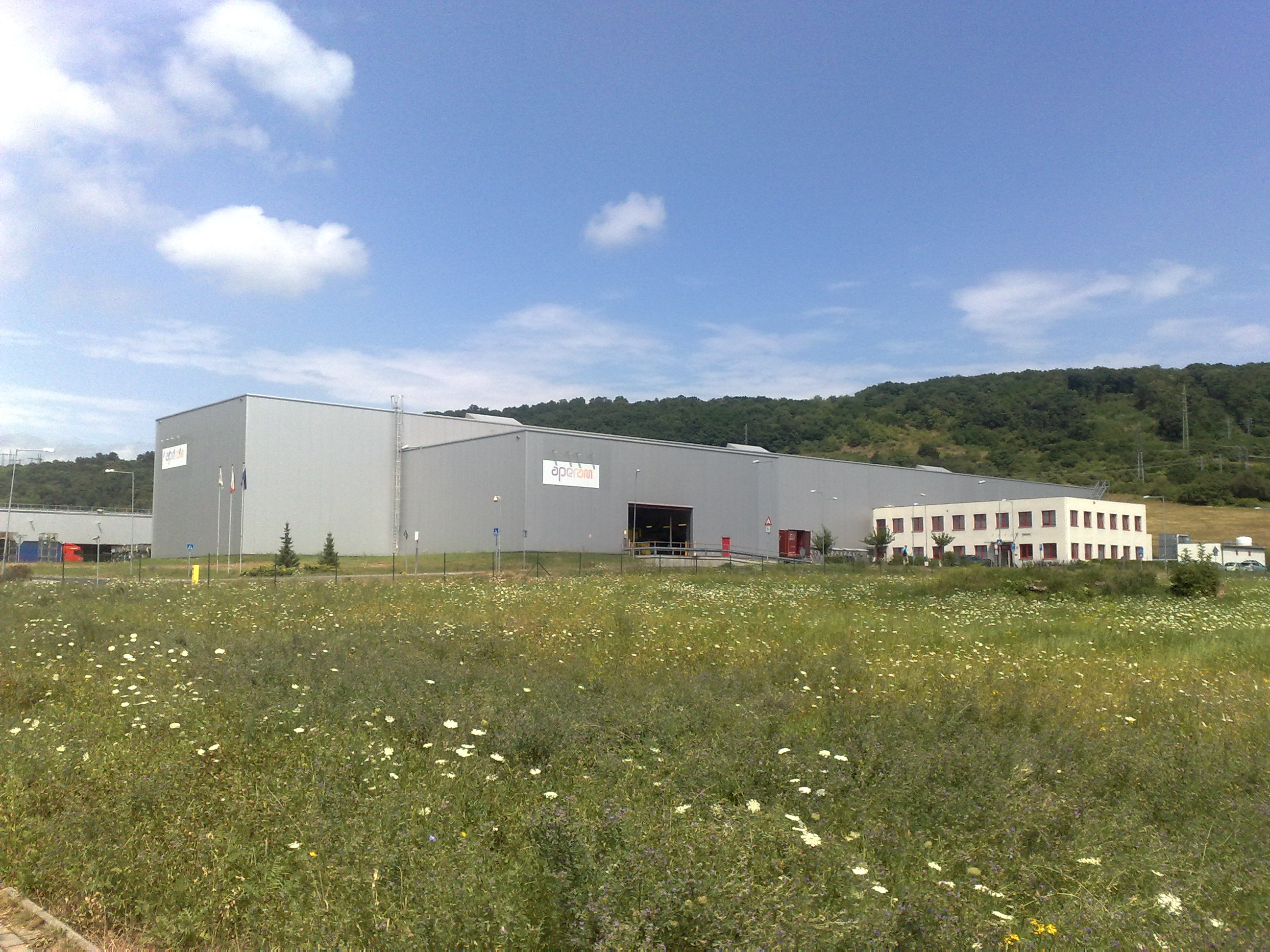
Aperam im Ústí nad Labem - Nordböhmen

## Hintergrund
Aperam ist eine Abspaltung des Stahlerzeugers ArcelorMittal. Seit Januar 2011 ist der Konzern an der Börse notiert; im Rahmen der Abspaltung bekamen Aktionäre von ArcelorMittal für zwanzig Aktien von Arcelor eine Aktie von Aperam. 40,8 Prozent des Unternehmens gehören der Familie Mittal und 2,5 Prozent dem Staat Luxemburg.

## Standorte
Aperam verfügt über eine Kapazität von 2,5 Mio. Tonnen nichtrostendem Stahl in sechs Werken in Brasilien und Europa.
Das Unternehmen betreibt drei Produktionsstandorte in Frankreich, Gueugnon, Isbergues und Imphy, zwei Produktionsstandorte in Belgien, Genk und Châtelet, und einen Produktionsstandort im brasilianischen Timóteo.

## Unternehmensentwicklung
Am 27. Dezember 2021 verkündete Aperam die Übernahme von ELG Haniel GmbH, einem weltweit führenden Unternehmen für Recycling von Edelstahl und Superlegierungen.